# Distretto di Horlivka
Il distretto di Horlivka (in ucraino Горлівський район?, Horlivs'kij rajon; in russo Горловский район?, Gorlovskij rajon) è uno dei tre distretti amministrativi in cui è divisa la città di Horlivka. L'area del rajon è controllata dalla Repubblica Popolare di Doneck, che continua a utilizzare le vecchie divisioni amministrative dell'Ucraina precedenti al 2020.